# 高木督夫
高木督夫（たかぎ ただお、1922年6月3日 - 2012年12月8日）は、日本の経営学者。法政大学名誉教授。労働問題が専門。

## 略歴
大阪市出身。1946年東京帝国大学経済学部卒。労働科学研究所研究員、理事、法政大学工学部助教授、教授を務め、1993年定年となり名誉教授、立命館大学教授を務めた。労働者教育協会理事。

## 著書
- 『労働組合と賃金体系 職務給化といかに闘うか』労働旬報社　1961
- 『労働組合と職務給』労働旬報社　1963
- 『労働者の賃金読本 賃金論・賃金体系・賃金闘争』労働旬報社　1964
- 『賃金体系と賃金闘争』労働旬報社　1965
- 『賃金入門』労働旬報社・労旬新書　1966
- 『合理化の話』労働旬報社・労旬新書　1968
- 『日本資本主義と賃金問題』法政大学出版局　1974
- 『経済危機と労働組合運動 経済民主主義をめざして』学習の友社　1982
- 『日本経済の危機と労働組合運動』学習の友社 1994

### 共著
- 『賃金並に労働生産性に関する国際比較 第2報告(1953年度報告)』藤本武共著 労働科学研究所 労働科学研究所資料、1955
- 『講座現代賃金論』全3巻 高橋洸,金子ハルオ共編 青木書店 1968
- 『円切上げ下の日本経済と労働組合運動』北田芳治共編 労働旬報社 1971
- 『教育改革と教師の賃金』槙枝元文,伊ケ崎暁生共編 労働旬報社 1972
- 『賃金体系と労働組合』深見謙介共著 労働旬報社 1974
- 『現代日本の労働者』坂寄俊雄共編著 日本評論社 1975
- 『現代中高年問題と労働組合 定年制・退職金・賃金・雇用の実務』深見謙介、木元進一郎共編著 労働旬報社 1980
- 『総括批判「連合」』大場秀雄・金田豊共著 学習の友社 1989
- 『国鉄労働組合 歴史、現状と課題』早川征一郎共編著 日本評論社 1993

## 論文
- ＜高木督夫